# NEWTRAL
『NEWTRAL』（ニュートラル）は、いきものがかりのメジャー5作目のオリジナル・アルバム。2012年2月29日にCDで発売。発売元はエピックレコードジャパン。

## 概要
- 前作『ハジマリノウタ』から、ベストアルバム『いきものばかり〜メンバーズBESTセレクション〜』を経て約2年2ヶ月ぶりに発売されたオリジナルアルバム。なお、先にベストアルバムに収録された「ノスタルジア」「ありがとう」「キミがいる」は収録されず[注 1]、ベストアルバム以降に発売された「笑ってたいんだ/NEW WORLD MUSIC」「歩いていこう」「いつだって僕らは」のシングルA面曲4曲を含む全12曲が収録された。
- 初回生産限定盤はスペシャル三方背スリーブBOX/3面デジパックCDケース仕様で、特典として「ライブアルバム『なまものばかり〜メンバーズBEST LIVEセレクション〜』」「“NEWSEUM?”10組のデザイナー、イラストレーターらとコラボしたポストカード×12枚」「いきものカード028」「ライブツアー2012チケット特別抽選先行案内」が付属している（「いきものカード028」「ライブツアー2012チケット特別抽選先行案内」は初回仕様限定盤にも付属）。なお、本作の初回限定盤で日本国内におけるデジパックの累計生産枚数が2億枚を突破した[2]。
- タイトル「NEWTRAL」は、いきものがかりの新しい部分と変わっていない部分が両立しているという意味が込められており、「中立」を意味する「NEUTRAL」のUをWに変えた造語である[3]。水野はタイトルについて「前向きなメッセージを歌った曲が多いので、それが押し付けがましくないようにしたいと思ってこのタイトルにした」と述べている[4]。
- 発売日が吉岡の28歳の誕生日と重なったため、当日に吉岡のバースデーパーティが本作の発売記念イベントとして六本木ヒルズアリーナで行なわれ、この模様はいきものがかりでは初めてニコニコ生放送による生中継も行なわれた。なお、インディーズ時代を通じてメンバーの誕生日に作品がリリースされるのは今回が初めてである。

## チャート成績
- 発売初週に約19.3万枚を売り上げて2012年3月12日付オリコン週間アルバムチャートで『My song Your song』から4作連続で初登場1位を獲得。男女混合グループのアルバム4作連続1位はサザンオールスターズが2005年10月17日付アルバムチャートで1位を獲得した『キラーストリート』で達成して以来6年5ヶ月ぶりで、2000年代デビューのグループでは初めてとなる[5]。翌3月19日付でも1位となり、同じく『My Song Your Song』から4作連続のアルバム複数週1位獲得となった[6]。
- 2012年度オリコン上半期アルバムランキングで4位にランクインし、いきものがかりのアルバムが上半期TOP10入りしたのは2009年から4年連続となった。年間ランキングは12位で3年連続の年間TOP10入りはならなかったが、累計売上は『My Song Your Song』から4作連続で40万枚を突破した。

## 収録曲
| #         | タイトル                               | 作詞・作曲 | 編曲                   | 時間  |
| --------- | -------------------------------------- | ---------- | ---------------------- | ----- |
| 1.        | 「歩いていこう」                       | 水野良樹   | 本間昭光               | 6:05  |
| 2.        | 「笑ってたいんだ」                     | 水野良樹   | 亀田誠治               | 6:10  |
| 3.        | 「いつだって僕らは」(弦編曲：岡村美央) | 山下穂尊   | 田中ユウスケ・近藤隆史 | 4:24  |
| 4.        | 「KISS KISS BANG BANG」                | 水野良樹   | 鈴木Daichi秀行         | 4:36  |
| 5.        | 「会いにいくよ」                       | 水野良樹   | 亀田誠治               | 5:48  |
| 6.        | 「地球」                               | 山下穂尊   | 本間昭光               | 5:53  |
| 7.        | 「センチメンタル・ボーイフレンド」     | 水野良樹   | 本間昭光               | 5:52  |
| 8.        | 「白いダイアリー」(弦編曲：eji)        | 吉岡聖恵   | 西川進                 | 5:06  |
| 9.        | 「恋詩」                               | 山下穂尊   | 蔦谷好位置             | 4:42  |
| 10.       | 「NEW WORLD MUSIC」                    | 水野良樹   | 蔦谷好位置             | 4:32  |
| 11.       | 「愛言葉」                             | 山下穂尊   | 島田昌典               | 6:35  |
| 12.       | 「おやすみ」                           | 水野良樹   | 島田昌典               | 4:23  |
| 合計時間: | 合計時間:                              | 合計時間:  | 合計時間:              | 64:06 |

| #         | タイトル                                                            | 作詞  | 作曲・編曲 | 時間 |
| --------- | ------------------------------------------------------------------- | ----- | ---------- | ---- |
| 1.        | 「SAKURA」(-2010 LIVE at 日本武道館 ver.-)                          |       |            | 6:49 |
| 2.        | 「ありがとう」(-2010 LIVE at 横浜アリーナ ver.-)                    |       |            | 6:23 |
| 3.        | 「気まぐれロマンティック」(-2009 LIVE at 渋谷C.C.Lemonホール ver.-) |       |            | 4:43 |
| 4.        | 「歩いていこう」(-2011 LIVE at 国立代々木競技場第一体育館 ver.-)    |       |            | 6:36 |
| 5.        | 「キミがいる」(-2010 LIVE at 日本武道館 ver.-)                      |       |            | 6:02 |
| 6.        | 「じょいふる」(-2010 LIVE at 日本武道館 ver.-)                      |       |            | 6:00 |
| 7.        | 「YELL」(-2010 LIVE at 日本武道館 ver.-)                            |       |            | 6:01 |
| 8.        | 「ブルーバード」(-2010 LIVE at 横浜アリーナ ver.-)                  |       |            | 5:56 |
| 9.        | 「コイスルオトメ」(-2010 LIVE at 横浜アリーナ ver.-)                |       |            | 7:07 |
| 10.       | 「心の花を咲かせよう」(-2011 LIVE at 横浜スタジアム ver.-)          |       |            | 5:52 |
| 合計時間: | 合計時間:                                                           | 61:29 |            |      |

## 曲解説
- 初回生産限定盤・初回仕様限定盤・通常盤共通収録。既発曲（シングル収録曲）の解説は各収録作品を参照のこと。

### DISC 1 "NEWTRAL"
1. 歩いていこう
21stシングル。
2011年10月27日から12月22日まで毎週木曜日21:00 - 21:55に、TBS系の「木曜ドラマ9」枠で放送された『ランナウェイ〜愛する君のために』に採用された。
2. 笑ってたいんだ
20thシングル「笑ってたいんだ/NEW WORLD MUSIC」の1曲目。
3. いつだって僕らは
22ndシングル。
ユーキャンの2012年度のCMに採用。いきものがかりは、オープニング編に出演（3日間限定）
4. KISS KISS BANG BANG
アサヒ飲料「十六茶」CMソング。
本作のリード曲で「じょいふる」に通じるような明るいポップな曲となっており、水野は「（CMに出演している）新垣結衣と子どもたちがダンスをしている姿をイメージしながら作った」と語っている[3]。
PVは映画『モテキ』を制作した大根仁とクリエイティブチーム『イーズバック』が監督を務めている[注 2]。内容は架空のファッションショーを舞台に、吉岡がファッションモデル役としてさまざまな衣装やメイクでランウェイをウォーキングするものとなっており、ファッショニスタとデザイナーの二役を担当した水野と山下の登場部分はわずか3箇所だけである。演奏シーンが一切登場しないPVは「ふたり」以来である。
アルバムのプロモーションで出演した番組の多くでこの曲を披露しており、テレビ朝日系『ミュージックステーション』でアルバム曲が披露されたのは「心の花を咲かせよう」以来となる。
発売に先駆けてCM放映初日の2012年2月7日より着うた、着うたフル、moraで先行配信されている。
5. 会いにいくよ
水野はこの曲について「いきものがかりというグループの在り方を歌詞に込めており、これまでにないほど決意がこめられた曲」と語っている[3][7]。歌詞は2011年12月25日放送のTBS系『クリスマスの約束2011』の収録で何かを感じるだろうと思い、終了後帰宅してすぐに書いたとのこと[8]。
「KISS KISS BANG BANG」同様に『ミュージックステーション』とTBS系『A-Studio』で披露されている。
6. 地球
インディーズ1stアルバム『誠に僭越ながらファーストアルバムを拵えました…』収録曲をリアレンジしたもので、曲の読み方は「ちきゅう」ではなく「ほし」である。
山下が当時付き合っていた女の子が海外留学する際に書いた曲で[4]、最初に作った曲を酷評した水野はこの曲を山下が持ってきた時にかなり焦りを感じたという[9]。本作収録曲でハーモニカが使われているのはこの曲のみである。
本作に収録される前に、ライブでは2008年のライブツアーや2011年7月の『いきものまつり2011 どなたサマーも楽しみまSHOW!!! 〜横浜スタジアム〜』で披露されている。なお、横浜スタジアム公演のライブ映像がライブビデオ『いきものまつり2011 どなたサマーも楽しみまSHOW!!! 〜横浜スタジアム〜』に収録されており、メジャーデビュー後に発表された楽曲で唯一ライブ映像が初出の曲となっている。
7. センチメンタル・ボーイフレンド
ポップなラブソングで、歌詞の内容は吉岡がこの曲を制作する際に「27歳（レコーディング当時）の自分が歌っても大丈夫なのだろうか」とディレクターに思わず相談してしまうようなものであった。
間奏では3人がカズーを演奏している（ライブでは吉岡のみが演奏する）。
8. 白いダイアリー
『My song Your song』以降のオリジナルアルバムで恒例となっている、吉岡が作詞・作曲を担当した曲。
吉岡は以前から「（水野と山下が作った曲よりも）自身が作った曲のほうが曲と自分との距離感をどうとればよいか分からないから歌うのが難しい」と語っており[10]、今回は本作収録曲で一番歌入れに苦労したという[11]。また、吉岡は普段曲作りの際に男子メンバーからアドバイスしてもらうことはほとんどないが、今回は歌詞の制作に苦労したためアドバイスをもらいながら書いている[12]。
9. 恋詩
インディーズ時代から存在する曲で、内容は「センチメンタル・ボーイフレンド」とは対照的な恋愛の負の部分が描かれているものとなっている[13]。
第1期東京事変のギタリストであったヒラマミキオがギター演奏を担当している[注 3]。
2015年に安田レイが本曲をカバーしている[注 4]。
10. NEW WORLD MUSIC
20thシングル「笑ってたいんだ/NEW WORLD MUSIC」の2曲目。
2011年に入ってから最初に制作した曲で、本作収録曲で最初に完成した曲である[15]。
11. 愛言葉
吉岡はこの曲の感動的な歌詞とメロディにレコーディング中に号泣してしまうほどであったという[16]。
ライブのみで披露されている未発表の山下ソロ楽曲「愛ことば」とは別の曲である。
12. おやすみ
ボーカルのテイクは3年程前に録った仮歌を使用している。水野は新たにレコーディングすると思っていたが、ディレクターが仮歌のままがいいとアドバイスしたためそのまま採用されたという[17]。
本作収録曲で唯一エレクトリック・ギターが使われていない。

### DISC 2 "なまものばかり〜メンバーズBEST LIVEセレクション〜"
初回生産限定盤のみに付属しているいきものがかり初のライブアルバムで、代表曲を中心にメンバー自身がセレクトしたライブ音源10曲を収録している。
1. SAKURA -2010 LIVE at 日本武道館 ver.-
1番は3人のみで演奏するアコースティック・アレンジで、2番からバンドサウンドが入る。
2. ありがとう -2010 LIVE at 横浜アリーナ ver.-
3. 気まぐれロマンティック -2009 LIVE at 渋谷C.C.Lemonホール[注 5] ver.-
ライブの1曲目であるため演奏開始前には観客によるカウントダウンが行なわれ、最後は次の曲「ホットミルク」の演奏が始まってからフェードアウトする。
本作収録のライブ音源で最も古いものである。
4. 歩いていこう -2011 LIVE at 国立代々木競技場第一体育館 ver.-
2011年10月29日に開催された『東日本大震災復興祭2011 〜子供たちの未来のために〜』でライブ初披露された時の音源で、この曲のみワンマンライブではなくライブイベントの音源となっている[注 6]。
ドラマ「ランナウェイ〜愛する君のために」でも使用されていたピアノのイントロを追加されており[注 7]、間奏のギターソロは水野ではなくサポートギタリストの林部直樹が演奏している。
5. キミがいる -2010 LIVE at 日本武道館 ver.-
6. じょいふる -2010 LIVE at 日本武道館 ver.-
イントロ前の煽りや間奏での観客との掛け合いなどがあるため、演奏時間がCD音源の約2倍となっている。なお、間奏の掛け合いは完全収録されていない。
7. YELL -2010 LIVE at 日本武道館 ver.-
8. ブルーバード -2010 LIVE at 横浜アリーナ ver.-
前奏が追加されている。
9. コイスルオトメ -2010 LIVE at 横浜アリーナ ver.-
前奏を含めてロックバラードを想わせるアレンジとなっている。
10. 心の花を咲かせよう -2011 LIVE at 横浜スタジアム ver.-
アウトロが水野のギターと山下のハーモニカを加えたアレンジとなっている。